# Oakwood (Misuri)
Oakwood es una villa ubicada en el condado de Clay en el estado estadounidense de Misuri. En el Censo de 2010 tenía una población de 185 habitantes y una densidad poblacional de 366,3 personas por km².

## Geografía
Oakwood se encuentra ubicada en las coordenadas 39°12′2″N 94°34′14″O / 39.20056, -94.57056. Según la Oficina del Censo de los Estados Unidos, Oakwood tiene una superficie total de 0.51 km², de la cual 0.51 km² corresponden a tierra firme y (0%) 0 km² es agua.

## Demografía
Según el censo de 2010, había 185 personas residiendo en Oakwood. La densidad de población era de 366,3 hab./km². De los 185 habitantes, Oakwood estaba compuesto por el 97.3% blancos, el 0% eran afroamericanos, el 1.62% eran amerindios, el 0% eran asiáticos, el 0% eran isleños del Pacífico, el 1.08% eran de otras razas y el 0% pertenecían a dos o más razas. Del total de la población el 5.95% eran hispanos o latinos de cualquier raza.